# 圣莫尔 (安德尔省旧市镇)
圣莫尔（法語：Saint-Maur，法語發音：[sɛ̃ mɔʁ] ⓘ）是法国安德尔省的一个旧市镇，属于沙托鲁区。2016年，圣莫尔与市镇维莱莱索尔姆合并为新的圣莫尔。

## 地理
圣莫尔（46°48'23"N, 1°38'22"E）面积70.31 平方千米，位于法国中央-卢瓦尔河谷大区安德尔省，该省份为法国中部省份，北起卢瓦-谢尔省，西北接安德尔-卢瓦尔省，西南接维埃纳省，南至克勒兹省和上维埃纳省，东临谢尔省。
与圣莫尔接壤的市镇（或旧市镇、城区）包括：沙托鲁、代奥勒、吕昂、尼耶讷、勒潘索内、韦勒、维莱莱索尔姆。
圣莫尔的时区为UTC+01:00、UTC+02:00（夏令时）。

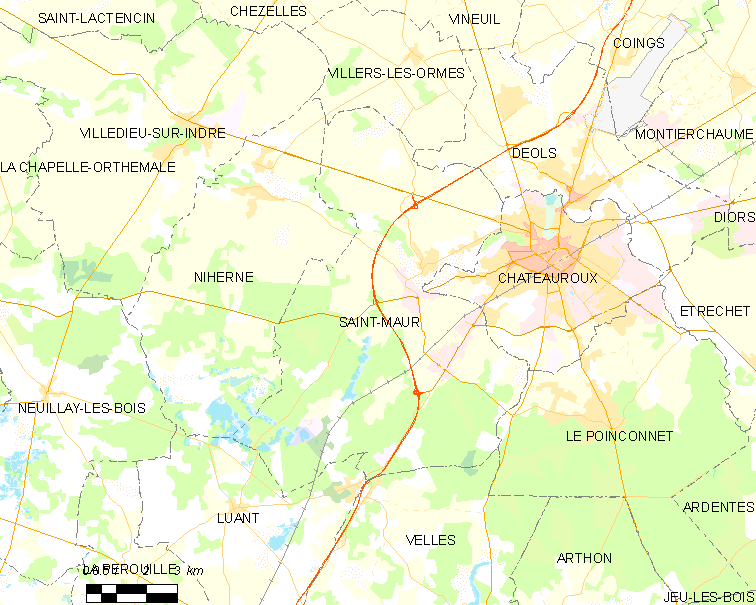
圣莫尔的OSM定位图

## 行政
圣莫尔的邮政编码为36250，INSEE市镇编码为36202。

## 政治
圣莫尔所属的省级选区为比藏赛县。

## 人口

1962-2008年间圣莫尔人口变化图示

圣莫尔于2016年1月1日时的人口数量为3680人。